# Kiyoshi Mizuki
 (mars 2020).
Si vous disposez d'ouvrages ou d'articles de référence ou si vous connaissez des sites web de qualité traitant du thème abordé ici, merci de compléter l'article en donnant les références utiles à sa vérifiabilité et en les liant à la section « Notes et références ».
Kiyoshi Mizuki est un producteur et concepteur de jeu vidéo travaillant pour la firme japonaise Nintendo.

## Ludographie
- 2000 : Pokémon Stadium 2, Nintendo Co., Ltd.
- 2000 : Paper Mario, création graphique
- 2001 : Luigi's Mansion, directeur adjoint
- 2003 : Mario Kart: Double Dash!!, chef directeur
- 2005 : Nintendogs, directeur
- 2006 : Wii Sports, coproducteur
- 2006 : Wii Play, coproducteur